# V Zideh
V Zideh – wieś w Słowenii, w gminie Lukovica. W 2018 roku liczyła 50 mieszkańców.